# Habitat du premier âge féodal de Jasseron
L'habitat du premier âge féodal est un vestige archéologique situé à Jasseron, en France.

## Localisation
L'habitat est situé dans le département français de l'Ain, sur la commune de Jasseron.

## Historique
Les vestiges sont inscrits au titre des monuments historiques en 1984.